# Futbolo Klubas Sūduva 2018
Questa voce raccoglie le informazioni riguardanti il Futbolo Klubas Sūduva nelle competizioni ufficiali della stagione 2018.

## Rosa
Rosa come da sito ufficiale.
| N. |                                 | Ruolo | Calciatore            |
| -- | ------------------------------- | ----- | --------------------- |
| 3  | Bielorussia (bandiera)          | D     | Vital' Hajdučyk       |
| 5  | Lituania (bandiera)             | D     | Darius Isoda          |
| 6  | Lituania (bandiera)             | C     | Povilas Leimonas      |
| 7  | Lituania (bandiera)             | A     | Julius Kasparavičius  |
| 8  | Francia (bandiera)              | C     | Alassane N'Diaye      |
| 10 | Bosnia ed Erzegovina (bandiera) | D     | Semir Kerla           |
| 11 | Croazia (bandiera)              | D     | Andro Švrljuga        |
| 12 | Croazia (bandiera)              | P     | Ivan Kardum           |
| 15 | Serbia (bandiera)               | D     | Aleksandar Živanović  |
| 17 | Lituania (bandiera)             | C     | Giedrius Matulevičius |
| 19 | Lituania (bandiera)             | D     | Vaidas Slavickas      |
| 20 | Montenegro (bandiera)           | C     | Jovan Čađenović       |

| N. |                                 | Ruolo | Calciatore             |
| -- | ------------------------------- | ----- | ---------------------- |
| 21 | Cile (bandiera)                 | C     | Gerson Acevedo         |
| 22 | Lituania (bandiera)             | C     | Ovidijus Verbickas     |
| 23 | Brasile (bandiera)              | C     | Guilherme Finkler      |
| 26 | Lituania (bandiera)             | P     | Evan Alexandrow-Ridley |
| 28 | Brasile (bandiera)              | C     | Bruno Dybal            |
| 32 | Lituania (bandiera)             | A     | Robertas Vėževičius    |
| 33 | Bosnia ed Erzegovina (bandiera) | A     | Mihret Topčagić        |
| 71 | Lituania (bandiera)             | A     | Sergej Amirzian        |
| 82 | Lituania (bandiera)             | D     | Algis Jankauskas       |
| 92 | Austria (bandiera)              | C     | Daniel Offenbacher     |
| 94 | Curaçao (bandiera)              | A     | Rigino Cicilia         |
| 99 | Lituania (bandiera)             | P     | Vilius Stebrys         |